# Prémio FAD
O Prémio FAD é um prémio concedido anualmente desde 1958 pela associação espanhola Arquinfad.

## História
O prémio FAD foi inicialmente criado para homenagear os que se distinguiram pela suas obras em Barcelona. Mais tarde o âmbito do prémio foi alargado a toda a Catalunha (1987). Em 1996 toda a Península Ibérica passou a ser abrangida pelo prémio IberFAD e em 1999 foram incluídas nos Prémio FAD as regiões insulares da Espanha e de Portugal, acabando assim com a designação IberFAD.  

## Prémios
Os seguintes prémios são concedidos anualmente:
- Prémio FAD de Arquitectura
  - 1999 - João Luís Carrilho da Graça (Pavilhão do Conhecimento)[3]
  - 2005 - Eduardo Souto de Moura (Estádio Municipal de Braga)[3]
  - 2009 - João Maria Ventura Trindade (Estação Biológica do Garducho)[3]
  - 2011 - Ricardo Bak Gordon
  - 2013 - Pedro Domingos (Escola Básica e Secundária de Sever do Vouga)
  - 2015 - Pedro Campos Costa (Hotel Ozadi - Tavira)
- Prémio FAD de Interiores
  - 2012 - José Adrião Arquitectos[4]
- Prémio FAD de Cidade e Paisagem
- Prémio FAD de Intervenções Efémeras
  - 2012 - José Adrião Arquitectos[4]
- Prémio FAD de Pensamento e Crítica
  - 2021 - José Miguel Rodrigues[5]